# Wippermulde
Die Wippermulde ist eine naturräumliche Einheit mit der Nummer 338.12 und umfasst laut dem Handbuch der naturräumlichen Gliederung Deutschlands die zwei Kilometer breite, offene Talmulde der Wupper zwischen Wipperfürth-Ohl auf 300 m Höhe und Hückeswagen auf 250 m Höhe innerhalb der Bergisch-Märkische Hochflächen (Naturraum 338.1). Eine durchgehende Talstraße und die stillgelegte Wippertalbahn folgen dem Flusslauf. In der Talmulde liegen die Ortskerne der Städte Wipperfürth und Hückeswagen. Dort schließt sich das Östliche Wupperengtal (Ordnungsnummer 338.11) an.
Die vorwiegend in Ost-West-Richtung (hinter Wipperfürth in Südost-Nordwest-Richtung) verlaufende Mulde liegt quer zu dem von West-Süd-West nach Ost-Nord-Ost streichenden unteren Gesteinsschichten des Süderberglands und besteht geologisch aus ausgeräumten unterdevonischen und mitteldevonischen Schiefern. Die Abdachung zur Wupper von dem Bever-Neye-Kerspe-Rückenland (Ordnungsnummer 338.131) aus Richtung Nordosten ist terrassiert und deutlich flacher als die steilere Abdachung von dem Sülzbergland (Ordnungsnummer 338.22) aus Richtung Südwesten. Der Südhang ist geschlossen und bis zu 50 m hoch steil aufragend, während der flach abfallende Nordhang mehrfach durch Talmündungen von Kerspe, Hönnige, Neye und Bever gegliedert wird. Dies gibt der Mulde ein deutlich asymmetrischen Profil. Die Wupper, teilweise im Oberlauf noch Wipper genannt, mäandert innerhalb der Mulde in einem schmaleren, kastenförmigen Tal mit 200 bis 300 m breiten Flussauen.
Der Osten der Talmulde bei Wipperfürth ist merklich unruhiger strukturiert und liegt vorwiegend in unterdevonischen Remscheider Schichten. In dem milder strukturierten nordwestlichen Teil bei Hückeswagen geht das Gestein in untere Honseler Schichten über, die örtlich Korallenkalke führen. Die Böden sind mittelgründig, sandig-lehmig oder bestehen aus Terrassenlehm. Darüber begünstigen Braunerden und die geschützte Muldenlage den landwirtschaftlichen Anbau von Feldfrüchten und die Grünlandwirtschaft.